# Javierregay
Javierregay (aragonesisch: Xabierregai) ist ein spanischer Ort im Pyrenäenvorland in der Provinz Huesca der Autonomen Gemeinschaft Aragonien. Javierregay gehört zur Gemeinde Puente la Reina de Jaca. Der Ort liegt auf 661 Meter Höhe. 